# Кайло

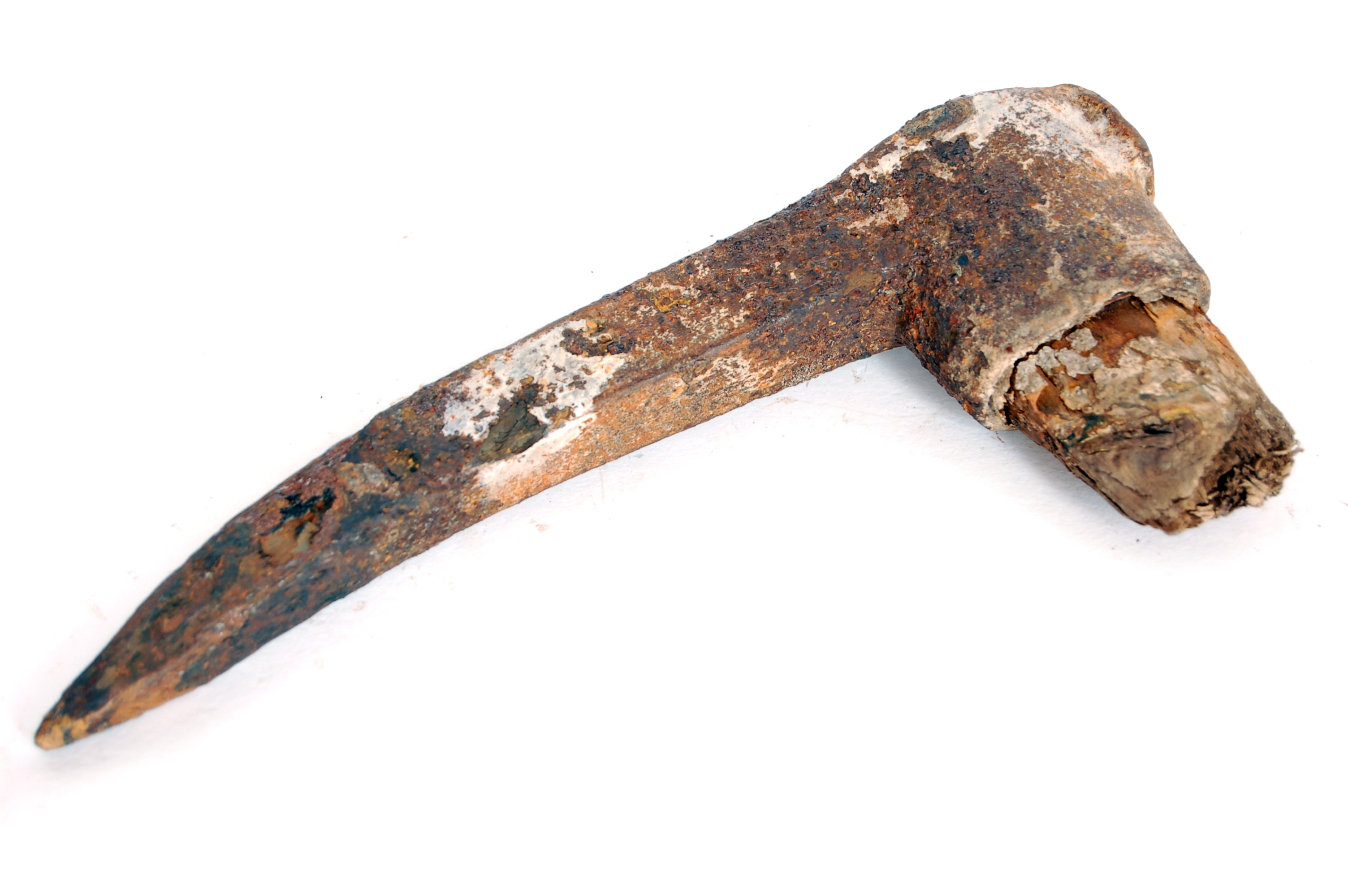
Кирка с молоточным обухом.

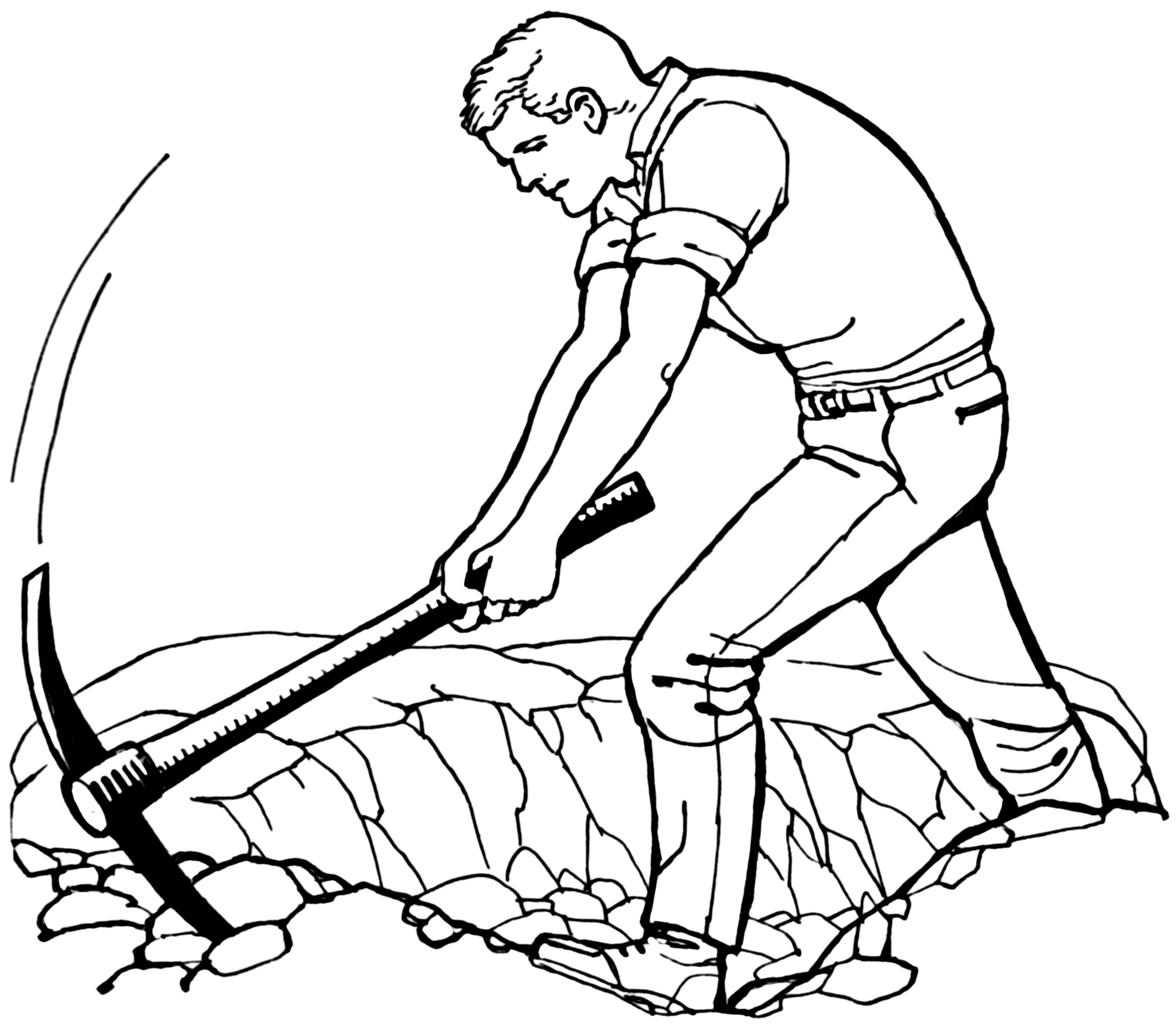
Кирка-мотыга во время работы.

Кайло́, кайла или кирка́ — ручной ударный инструмент, предназначенный для работы по камню, каменистому грунту, очень плотному грунту, для разрушения старой кладки, и так далее, род мотыги, для земляных, огородных или каменных работ.
Кайло и кирка с одной стороны имеют узкое мотыжное лезвие, а с другой стороны — клюв и позволяет наносить по обрабатываемому материалу удары большой силы. Напоминающее кайло оружие называется клевец или чекан. Кирочка — маленькая кирка, молоток с поперечным лезвием в оба конца для каменщиков.

## Устройство кайла
По форме различают одностороннее и двустороннее кайло. Первое в качестве рабочей части имеет длинный шип, зуб или рог. При этом обух может быть просто закруглённым или иметь форму молотка. Двустороннее имеет или два шипа или шип и узкое мотыжное лезвие. В профиль рабочая часть имеет форму дуги, что делает орудие более эффективным и уменьшает отдачу. Рукоятка, имея на верхнем конце расширение, вставляется во втулку сверху, что исключает возможность слёта инструмента во время работы. Молоток на обухе предназначен, кроме прочего, для того, чтобы наносить по кайлу удары кувалдой. Мотыжное лезвие удобно для работы на достаточно плотном грунте, но где остриё уже становится бесполезным[уточнить].

## Применение кайла
Кайло достаточно древний инструмент, в настоящее время больше применяется в слаборазвитых государствах и странах, а также иногда геологами и шахтёрами. В прошлом это был широко употребляемый геологический и горняцкий инструмент, а также инструмент в строительстве.

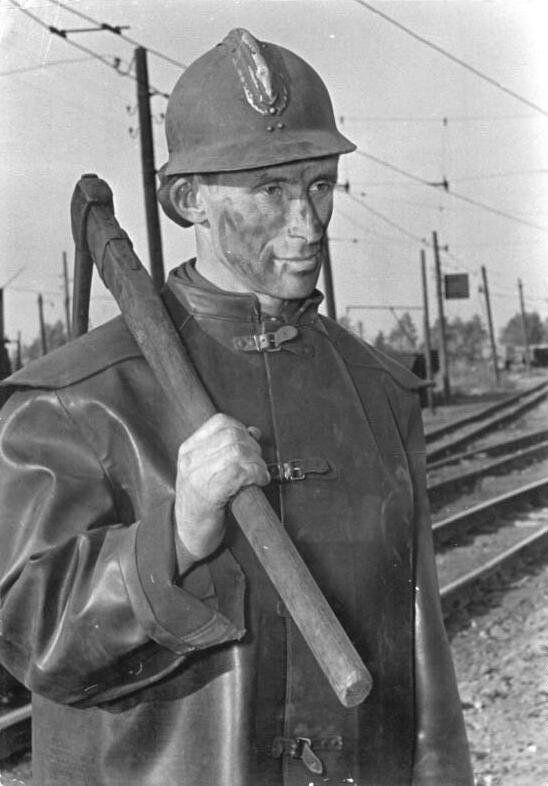
Кайло на плече немецкого шахтёра.
Кайло в геральдике.
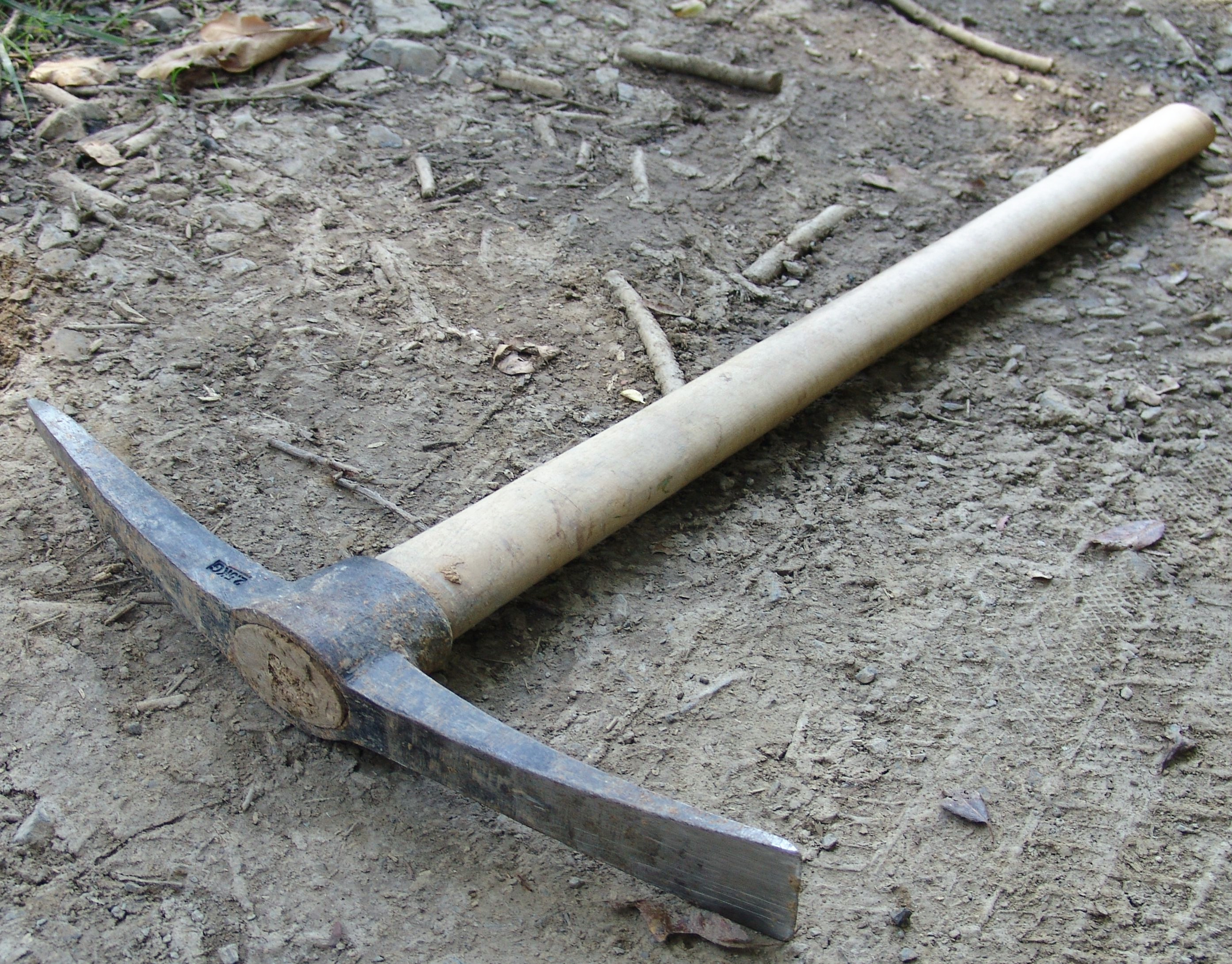
Наиболее распространённый вид кайла — кирка-мотыга.
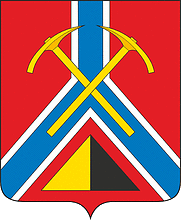
Скрещённые золотые кайла на гербе Сусуманского района Магаданской области.

## В литературе
Кайло как символ рабского труда упоминается в песне А. Галича «Облака»:

Я подковой вмерз в санный след,

В лед, что я кайлом ковырял!

Ведь недаром я двадцать лет

Протрубил по тем лагерям.

Кайло повсеместно упоминается в «Колымских рассказах» В. Шаламова, повествующих о нечеловеческом труде заключённых ГУЛАГа в условиях вечной мерзлоты Крайнего Севера. Например, в поэме «О песне»:

Я много лет дробил каменья

Не гневным ямбом, а кайлом.

Я жил позором преступленья

И вечной правды торжеством.